# Курган (Смоленская область)
Курган — деревня в Краснинском районе Смоленской области России. Входит в состав Красновского сельского поселения. Население — 4 жителя (2007 год). 
Расположена в западной части области в 29 км к северо-западу от Красного, в 0,5 км южнее автодороги М1 «Беларусь». В 2,5 км восточнее деревни расположена железнодорожная станция Красное на линии Москва — Минск. 

## История
В годы Великой Отечественной войны деревня была оккупирована гитлеровскими войсками в июле 1941 года, освобождена в сентябре 1943 года.